# Ferdinand-Marie (électeur de Bavière)
Pour les articles homonymes, voir Ferdinand-Marie de Bavière.
Ferdinand Marie de Wittelsbach, né à Munich le 31 octobre 1636 et mort à Schleißheim le 26 mai 1679, est un électeur palatin de Bavière.

## Biographie
Fils aîné de Maximilien Ier de Bavière et de Marie-Anne d'Autriche, fille de Ferdinand II, il fut marié en 1652 à Henriette-Adélaïde de Savoie (1636-1676), fille de Victor-Amédée Ier de Savoie et de Christine de France.
Le couple eut 8 enfants dont :
- Marie-Anne (1660-1690) qui épousa Louis de France (1661-1711), dauphin du Viennois, fils aîné du roi Louis XIV de France ;
- Maximilien II électeur de Bavière (1662-1726) qui épousa en 1685 Marie-Antoinette d'Autriche (1669-1692) puis en 1695 Thérèse-Cunégonde Sobieska (1676-1730), fille de Jean III Sobieski, roi de Pologne ;
- Louise-Marguerite-Antoinette (1663-1665) ;
- Louis-Amédée (1665-1665) ;
- un enfant mort à la naissance (1666) ;
- Cajetan (1670-1670) ;
- Joseph-Clément (1671-1723), prince-archevêque-électeur de Cologne ;
- Violante-Béatrice (1673-1731) qui épousa en 1689 Ferdinand de Médicis, prince de Florence (1663-1713).

Neveu de l'empereur Ferdinand III du Saint-Empire et du roi Philippe IV d'Espagne, voisin des états héréditaires de la maison d'Autriche, le duc Ferdinand-Marie est un allié (et client) de la France. Il est membre de la Ligue du Rhin en 1658 et signe en 1670 un traité défensif avec le roi Louis XIV au cas où l'un des deux derniers monarques de la maison de Habsbourg, Léopold Ier du Saint-Empire ou Charles II d'Espagne viendrait à mourir sans héritier direct. Son épouse meurt en 1676 à l'âge de 39 ans. L'électeur Ferdinand-Marie meurt en 1679 à l'âge de 42 ans.